# 山梨県道713号大野夏狩線
山梨県道713号大野夏狩線（やまなしけんどう713ごう おおのなつがりせん）は、山梨県都留市を起点・終点とする一般県道である。

## 概要

### 路線データ
- 起点：山梨県都留市鹿留大野
- 終点：山梨県都留市夏狩（鹿留入口交差点＝国道139号交点）

## 通過する自治体
- 山梨県都留市

## 交差・接続する道路
- 国道139号（鹿留入口交差点）

## 周辺
- 都留市立東桂中学校